# Miroslav Hajn (tanečník)
Miroslav Hajn (10. května 1960 Kolín – 28. září 2015) byl český tanečník a taneční pedagog.

## Život
Po studiu na Základní umělecké škole v Pardubicích složil úspěšně v roce 1975 přijímací zkoušky na pražskou taneční konzervatoř. Po úspěšném ukončení studia v roce 1980 absolvoval v roce 1981 stáž na tanečním učilišti Vaganovové v Leningradě. V roce 1979 obdržel druhou cenu na celostátní baletní soutěži v Brně.
Hned po absolutoriu v roce 1980 nastoupil do Národního divadla, kde se v roce 1988 stal sólistou, kterým zůstal do roku 1992, kdy jeho dráhu přerušilo zranění. Za tu dobu nastudoval několik výrazných a dramaticky vystavěných rolí, např. Banqua v Macbethovi, Hilariona v Giselle nebo Spartaka ve stejnojmenném baletu.
Od roku 1990 se věnoval pedagogické činnosti na taneční konzervatoři, kde přispěl k uměleckému růstu další generace tanečníků včetně Jiřího Kodyma, Lukáše Slavického nebo sourozenců Jiřího a Otta Bubeníčkových. V této pozici se podílel i na vzniku několika inscenací Národního divadla, např. Marné opatrnosti. Vzdělání si doplnil i studiem na Hudební fakultě Akademie múzických umění (1995–1998) a od roku 1999 tam nastoupil jako pedagog. Od roku 2009 byl na taneční konzervatoři zástupcem ředitele.
Byl bratr tanečníka a pedagoga Luboše Hajna.
Zemřel ve věku 55 let.